# Pommery

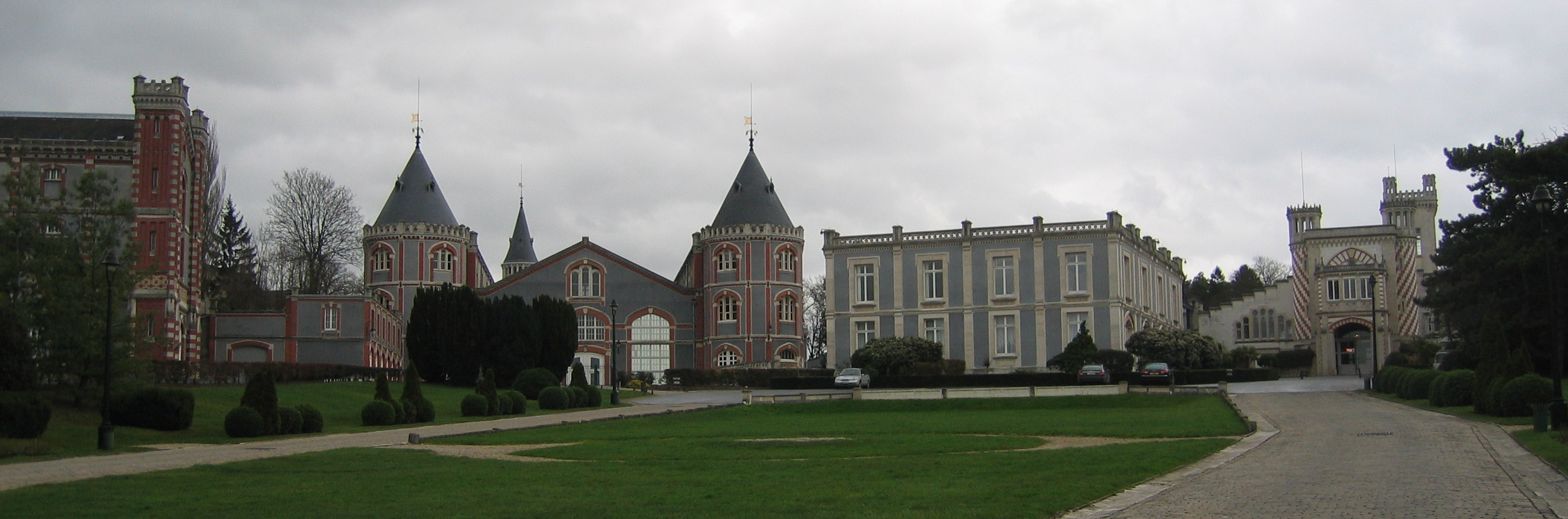
Pommerys anläggningar i Reims.

Pommery är en champagnetillverkare belägen i Reims. Champagnehuset grundades 1858 som Pommery & Greno av Alexandre Louis Pommery och Narcisse Greno, med yllehandel som huvudsaklig verksamhet. Under ledning av Alexandres änka, Louise Pommery, fokuserade företaget på champagnetillverkning och blev en av regionens största tillverkare.
Pommerys standardchampagne heter Pommery Brut Royal och är en relativt torr champagne.